# Pisac
O Distrito peruano de Pisac é um dos oito distritos da Província de Calca, situada no Departamento de Cusco, pertencente à Região de Cusco, Peru. Foi criado na época da independência.

## Transporte
O distrito de Pisac é servido pela seguinte rodovia:
- CU-112, que liga o distrito à cidade de Paucartambo
- PE-28B, que liga o distrito de Lucre (Cusco) à cidade de Ayna (Ayacucho)
- PE-28G, que liga o distrito de Wanchaq à cidade [2][3][4]